# Pirineos (Victoria)
Los Pirineos son una cordillera montañosa que se encuentra en el estado de Victoria, Australia cerca de la ciudad de Avoca. Se trata de una región vitícola.
La altitud de la cordillera es del orden de los 220-375 m (722-1230 pies).

## Exploración
El primer europeo del que se tiene conocimiento que visitó la zona fue el explorador y agrimensor Thomas Mitchell, en su viaje de exploración de 1836. Las montañas le recordaron a los Pirineos de Europa, donde había servido como oficial del ejército, de ahí el nombre que les dio. Encontró la zona más húmeda y de clima más templado que el interior de Nueva Gales del Sur, y alentó a los colonos a ocupar las tierras de la región, que describió como "Australia Felix" (la Australia Feliz).

## Vino
Las primeras vides se plantaron en la región en 1848. En los últimos años se ha reconocido como un importante productor de vinos tintos con cuerpo, sobre la base de variedades de uva Cabernet Sauvignon y Shiraz.